# Trofeo Laigueglia 2024
Il Trofeo Laigueglia 2024, sessantunesima edizione della corsa e valevole come decima prova dell'UCI ProSeries 2024 categoria 1.Pro, si svolse il 28 febbraio 2024 su un percorso di 202 km, con partenza e arrivo a Laigueglia, in Italia. La vittoria fu appannaggio del francese Lenny Martinez, il quale completò il percorso in 5h11'10", alla media di 38,95 km/h, precedendo l'italiano Andrea Vendrame e lo spagnolo Juan Ayuso.
Sul traguardo di Laigueglia 98 corridori, dei 171 partiti dalla medesima località, completarono il percorso.

## Squadre e corridori partecipanti
| N.      | Cod. | Squadra                         |
| ------- | ---- | ------------------------------- |
| 1-7     | DAT  | Decathlon AG2R La Mondiale Team |
| 11-16   | UAD  | UAE Team Emirates               |
| 21-27   | IWA  | Intermarché-Wanty               |
| 31-37   | ARK  | Arkéa-B&B Hotels                |
| 41-47   | GFC  | Groupama-FDJ                    |
| 51-57   | EFE  | EF Education-EasyPost           |
| 61-67   | COF  | Cofidis                         |
| 71-77   | AQT  | Astana Qazaqstan Team           |
| 81-87   | JAY  | Team Jayco AlUla                |
| 91-97   | BWB  | Bingoal WB                      |
| 101-107 | CJR  | Caja Rural-Seguros RGA          |
| 111-117 | COR  | Corratec Vini Fantini           |
| 121-127 | EUS  | Euskaltel-Euskadi               |

| N.      | Cod. | Squadra                            |
| ------- | ---- | ---------------------------------- |
| 131-137 | LTD  | Lotto Dstny                        |
| 141-147 | PRT  | Team Polti Kometa                  |
| 151-157 | TUD  | Tudor Pro Cycling Team             |
| 161-167 | VBF  | VF Group-Bardiani CSF-Faizanè      |
| 171-177 | TER  | Team Technipes inEmiliaRomagna     |
| 181-187 | MBH  | Team MBH Bank Colpack Ballan       |
| 191-197 | BIE  | Biesse-Carrera                     |
| 201-207 | MGK  | MG.K Vis Colors for Peace          |
| 211-217 | GEF  | General Store-Essegibi-F.lli Curia |
| 221-227 | JCL  | JCL Team UKYO                      |
| 231-237 | IWD  | Work Service-Vitalcare-Dynatek     |
| 241-247 | PTL  | Petrolike                          |

## Ordine d'arrivo (Top 10)
| Pos. | Corridore         | Squadra     | Tempo    |
| ---- | ----------------- | ----------- | -------- |
| 1    | Lenny Martinez    | Groupama    | 5h11'10" |
| 2    | Andrea Vendrame   | Decathlon   | a 29"    |
| 3    | Juan Ayuso        | UAE         | s.t.     |
| 4    | Christian Scaroni | Astana      | s.t.     |
| 5    | Jan Christen      | UAE         | s.t.     |
| 6    | Darren Rafferty   | EF          | a 31"    |
| 7    | Louis Barré       | Arkéa       | a 53"    |
| 8    | Simone Velasco    | Astana      | a 57"    |
| 9    | Paul Lapeira      | Decathlon   | s.t.     |
| 10   | Lorenzo Rota      | Intermarché | s.t.     |